# Vladimir Firm
Vladimir Firm (ur. 5 czerwca 1923 w Zagrzebiu, zm. 27 listopada 1996 tamże) – chorwacki piłkarz występujący podczas kariery zawodniczej na pozycji napastnika. Uczestnik mistrzostw świata 1950 w Brazylii.